# Atlasvliegenvanger
De atlasvliegenvanger (Ficedula speculigera) is een zangvogel uit de familie van vliegenvangers (Muscicapidae). 

## Verspreiding en leefgebied
Deze soort komt voor in westelijk en noordwestelijk Afrika in Marokko (zuidelijk tot het centrale Atlasgebergte), noordelijk Algerije en noordelijk Tunesië.